# Meiryo
Meiryo (メイリオ Meirio?) un familia tipográfica sans-serif especialmente diseñada para usarse en pantallas. Aprovecha la tecnología ClearType de Microsoft, quien la incluye en distintos programas de su sistema operativo desde Windows Vista. Su diseño estuvo a cargo de un equipo conformado por C&G Inc. (Satoru Akamoto, Takeharu Suzuki y Yukiko Ueda), Eiichi Kono, Takeharu Suzuki, Matthew Carter y Tom Rickner.